# Vivisector: Beast Within
Vivisector: Beast Within (Вівісектор: Звір усередині) est un jeu vidéo de type survival horror et tir à la première personne développé par Action Forms et édité par 1C Company, sorti en 2005 sur Windows.